# Белов, Сергей Андреевич (футболист)
Сергей Андре́евич Бело́в (23 сентября 1924, Ленинград — 26 ноября 2005, Санкт-Петербург) — советский футболист, защитник.

## Биография
Младший брат Петра Белова.
Участник Великой Отечественной войны, кавалер двух орденов Отечественной войны и нескольких медалей. После войны играл в первенстве Ленинграда. В 1948 году после прихода в «Зенит» Константина Лемешева был приглашён в команду. Дебютировал в основном составе 13 августа 1948 года в матче против «Динамо» (Киев). За два сезона провёл шесть матчей в чемпионате, после чего выступал в первенстве города за команду ГОМЗ. За свою работу на заводе был награждён орденом Ленина.
Скончался в 2005 году в возрасте 81 года. Похоронен на Большеохтинском кладбище.